# 本町 (姫路市)
本町（ほんまち）は兵庫県姫路市中心部の町名。郵便番号670-0012。
ここでは本町より分割された総社本町（そうしゃほんまち：郵便番号670-0015）についても解説する。

## 概要
本町は姫路市街地の中心部に位置する。北に坊主町、以下東回りに鍵町、姫路城の中堀を挟んで橋之町、生野町、竹田町、堺町、五軒邸2丁目、五軒邸1丁目、大黒壱丁町、本町の南西の一角が総社本町でその東から坂田町、元塩町、綿町、本町に戻って角で二階町、西二階町、角で福中町、坂元町、船場川を挟んで米田町、上片町、龍野町1丁目、吉田町、材木町、小利木町と接する。
大きく分けて姫路城外曲輪の町人地「内町」の中心となった本来の本町と、姫路城中曲輪の武家地・内曲輪の城郭（明治以後に姫路城として認識される範囲）を統合して軍用地とした「姫路市本町68番地」（および本町68番地より分割された本町の地番（総社本町除く）。一般にはそれらも総称して「本町68番地」と呼ばれる）とに分けられる。本町68番地内には姫路城の他に多数の学校や文教施設、公園や観光客向け駐車場の他に、戦災被災者や引揚者向けの住宅に起源を持つ住宅・商店街である「白鷺町」や本町商店街の東西の「大手前町」と通称される地区もある。他に闇市を整理統合した「お城マート」に起源を持つ狭小な店舗が密集するブロック「お城本町」もあったが再開発ビル「イーグレひめじ」となっている。一般には本町68番地が皇居のある東京都千代田区千代田1番地に次ぐ、107.8ヘクタールの面積を持つ「日本で2番目に大きい町の地番」といわれるが、107.8haという数値は「特別史跡の面積」であって、本町68番地から分割された地番や周辺の町の地番を含んでいる。
総社本町は戦後に射楯兵主神社（播磨国総社）の境内に生じた町が元になっているが、戦災復興都市計画による区画整理の範囲に含まれて1981年（昭和56年）2月に本町68番地より分割されている。
本町・総社本町共に全域が世界文化遺産としての姫路城の周囲に設定されたバッファゾーンとされ、世界遺産としての資産保護のために建築物などの景観にガイドラインが定められている。

## 歴史

### 江戸時代以前
本町遺跡は総社本町・本町付近に広がる遺跡で、8世紀第2四半期に始まって10世紀前半ごろに衰退し、12世紀中頃から13世紀初頭に一時復活する播磨国府に関する遺構とみられている。射楯兵主神社の付近からは古い瓦が出土することが知られていたが、1980年（昭和55年）から翌年にかけての姫路郵便局増築などの工事において「播磨国衙系瓦」と呼ばれる瓦が大量に出土し、この付近は播磨国府であることが確実となった。また本町を中世ごろまで二股川あるいは青見川という市川・船場川の支流が流れていて多くの歌に詠まれたと芦屋道海『播磨府中めぐり』・芦屋道建『国衙巡行考証』にある。第二次世界大戦終戦直後の姫路市中心部をアメリカ軍が撮影した航空写真を解析したところ、外曲輪の橋之町から中曲輪（現在の本町）を北東から南西へ斜めに抜けて坂元町に至るように河川が流れていた跡が確認されている。

### 江戸時代
1601年（慶長6年）より池田輝政によって8年掛けて行われた姫路城改修において、城郭のある内曲輪の周囲を町域として設定する「慶長の町割り（町直しとも）」がおこなわれる。ここでは上級武士の居住区とする「中曲輪」と、その周囲にある下級武士と町人の居住区および寺院の区域である「外曲輪」とが設定される。中曲輪の門の中心にある「中ノ門」の前に置かれ、外曲輪の町人地の中心とされたのが本町である。

#### 本町（江戸時代）
本町には播磨国の郡司であった古代豪族・角野氏の後裔である国府寺家（志深（しじみ、城東町付近）にあったことから「志深政所」とも呼ばれた）が移されて町大年寄となる。国府寺家は藩主家交代のたびに最初に町屋・在所を代表して挨拶に参上するほどの格式を持っており、地誌諸役免除とされ姫路の宿場における本陣も勤めていた。また町政を司る役場「年行事」が中ノ門西（のちに姫路神社、姫路信用金庫本店、同本町支店を経て駐車場）に置かれていて、年行司組合町とされた町から年交代で町年寄が出仕し町奉行の支配を受けていた。また年行事の東方（城南病院東）に札の辻（さつのつじ）と呼ばれる高札場が置かれていた。

#### 中曲輪

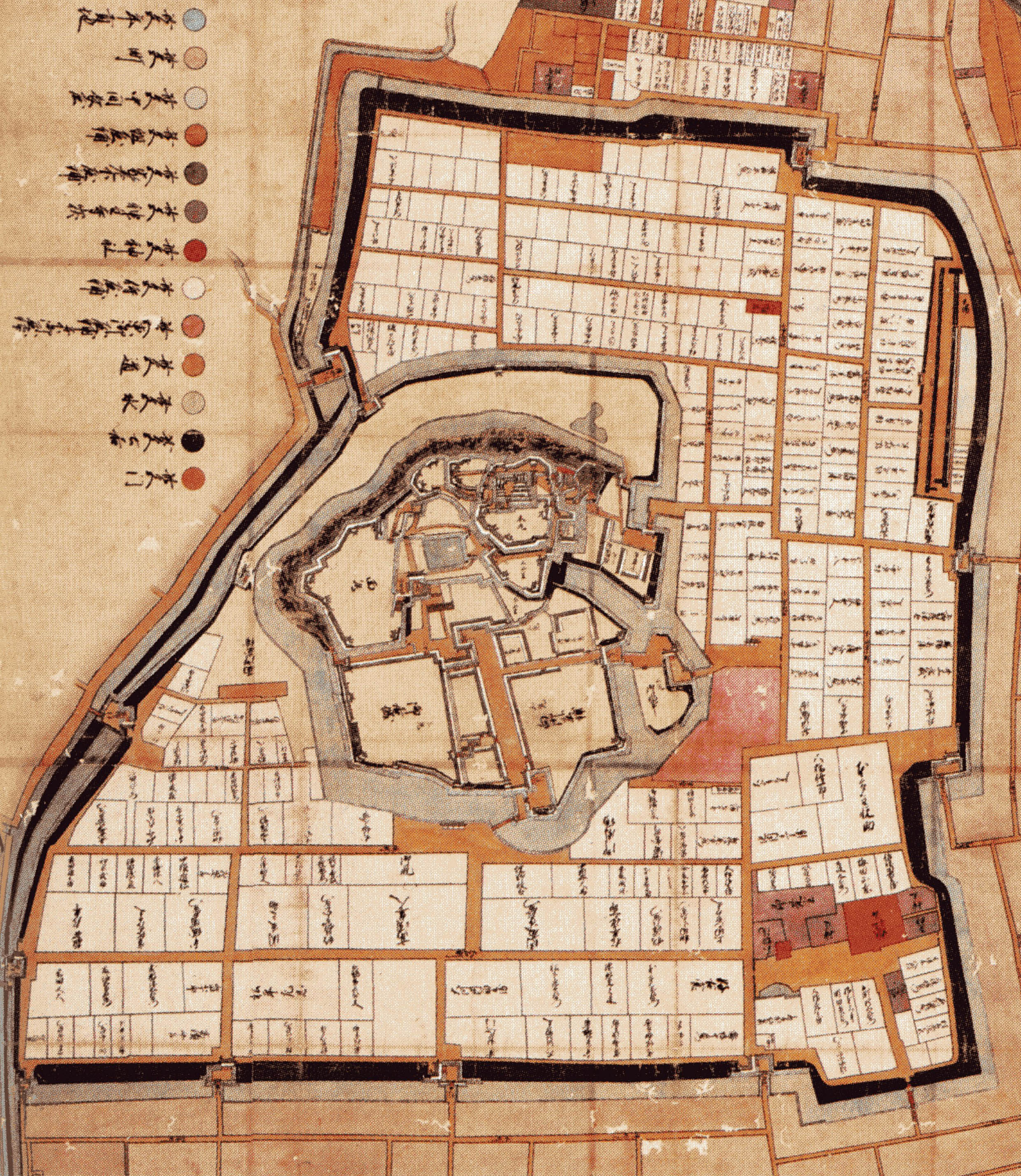
『姫路侍屋敷図』酒井氏時代中期ごろ。

中曲輪の門は細かい開閉や通行の規定が定められており、特に諸勧進やお城見物の者は立ち入れなかったり女性は手形無しに通行することが出来ないなど（詳細は姫路城#中曲輪の門参照）、外曲輪すなわち内町とは厳然と区別されていた。中曲輪の武家地の町名は不鮮明な部分があり、また時代によって変遷が著しい。ここでは幕末から明治初期に掛けての町名を挙げる。

##### 桜町
桜町（さくらまち、さくらちょう）は大手門前の東西に長い町筋。家老河合・高須・内藤・大河内各家の屋敷があった。東端に一時期藩校の好古堂があった。

##### 小桜町
小桜町（こざくらまち、こざくらちょう）は桜町の東、総社の北の町筋。東袋町とも。家老本多家の屋敷があった。

##### 大名町
大名町（大明町とも）（だいみょうまち、だいみょうちょう）は桜町の南にある東西に長い町筋。

##### 絵図裏
絵図裏（えずうら）は内堀東方の南北に長い町筋。絵図門の東。明治初頭は「絵図裏町」。

##### 案内社
案内社（あんないしゃ）は野里門から内京口門通りまでの南北に長い町筋。明治初頭は「案内社町」。案内社という猿田彦神を祀った神社があった。

##### 岐阜町
岐阜町（ぎふまち）は案内社の東にある南北に長い町筋。町割りまで北部を小野江、または梛本といい総社（射楯兵主神社）の旧所在地であった。坂田町の善導寺はもと梛寺といって梛本にあった。

##### 桐馬場
桐馬場（きりのばば）は岐阜町の東、久長門の北、中堀の西の町筋。お菊井戸があったと伝わる。明治初頭は桐馬場町（きりばばちょう）。

##### 市之橋
市之橋（いちのはし）は桜町の北西、市之橋門の東の町筋。南部は西袋町とも。北部に西御屋敷が、大手門西に幕末期の好古堂が置かれた。明治初期「市橋町」。

##### 清水
清水（しみず）は内曲輪の北側の区域。明治初頭は「清水町」。鷺の清水という名井があり、平成期に上屋が復元されている。

### 明治・大正・昭和戦前時代

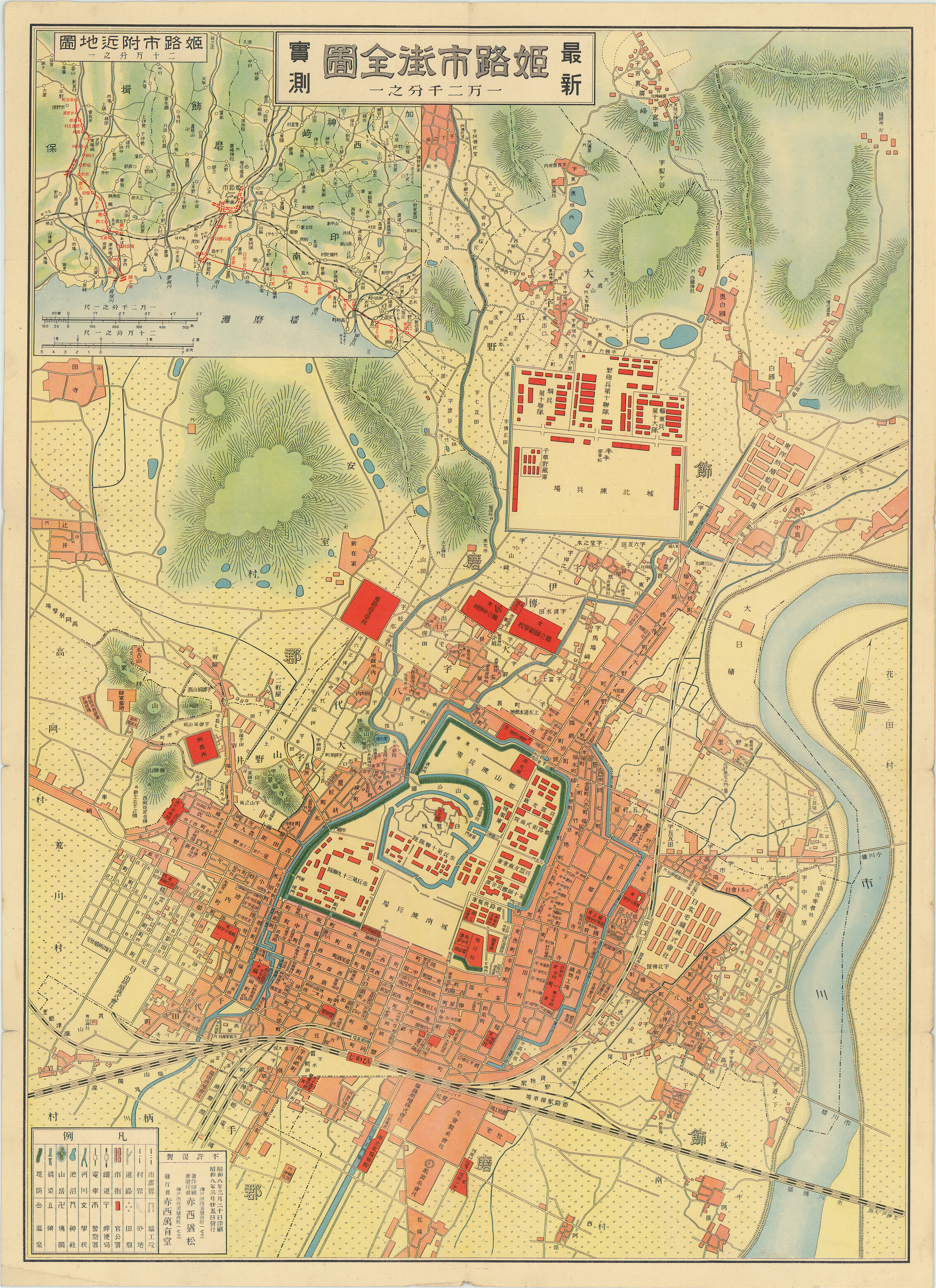
『最新実測姫路市街全図』1933年(昭和8年) 3月25日赤西萬有堂発行。

廃藩置県後は内曲輪・中曲輪は陸軍の軍用地となり、順次武家屋敷が取り払われ、本町の67番地まであった地番に続ける形で一括して「姫路市本町68番地」とされる。姫路城内に歩兵第10連隊、中曲輪に城南練兵場・第10師団司令部・衛戍病院（陸軍病院）・歩兵第39連隊・姫山練兵場・陸軍懲治隊（陸軍教化隊）・偕行社・各種倉庫等の施設が設置され、軍都姫路の中枢となる。城南練兵場は軍事用途だけでなく、市民の行事や「全国産業大博覧会」「国防と資源大博覧会」といった博覧会にも用いられるなど市民生活にも重要な役割を果たしていた。
一方、本来の本町では国府寺家は廃藩置県後に東京へ移り、本町には元藩主酒井氏の遺徳を偲んで1879年（明治12年）に姫路神社が創建される（1926年（昭和元年）に姫山公園へ遷座、跡地に姫路信用金庫本店⇒同本町支店⇒駐車場）。1913年（大正2年）には北側の中堀のうち姫路神社付近より東が埋め立てられ、1915年（大正4年）には姫路女子技芸学校（現・姫路市立琴丘高等学校）が1925年（大正14年）まで設置される。他に姫路商業会議所（姫路商工会議所の前身）も本町に最初の事務所を置いている。また姫路初の鉄筋コンクリート製ビルも本町に建設されている。1932年（昭和7年）には残る中堀も西の白鷺橋まで埋め立てられ国道2号の用地となる。
1945年（昭和20年）7月3日深夜からの姫路空襲で第10師団司令部・歩兵第39連隊衛戍地・偕行社・被服倉庫・鷺城中学校（姫路市立姫路高校の前身、当時西の丸に所在）、国道以南の本町も被災するが、姫路信用金庫本店から藤森病院（閉業後に城南多胡病院が城南病院として移転）の間は奇跡的に焼失を免れる。

### 昭和戦後・平成・令和時代

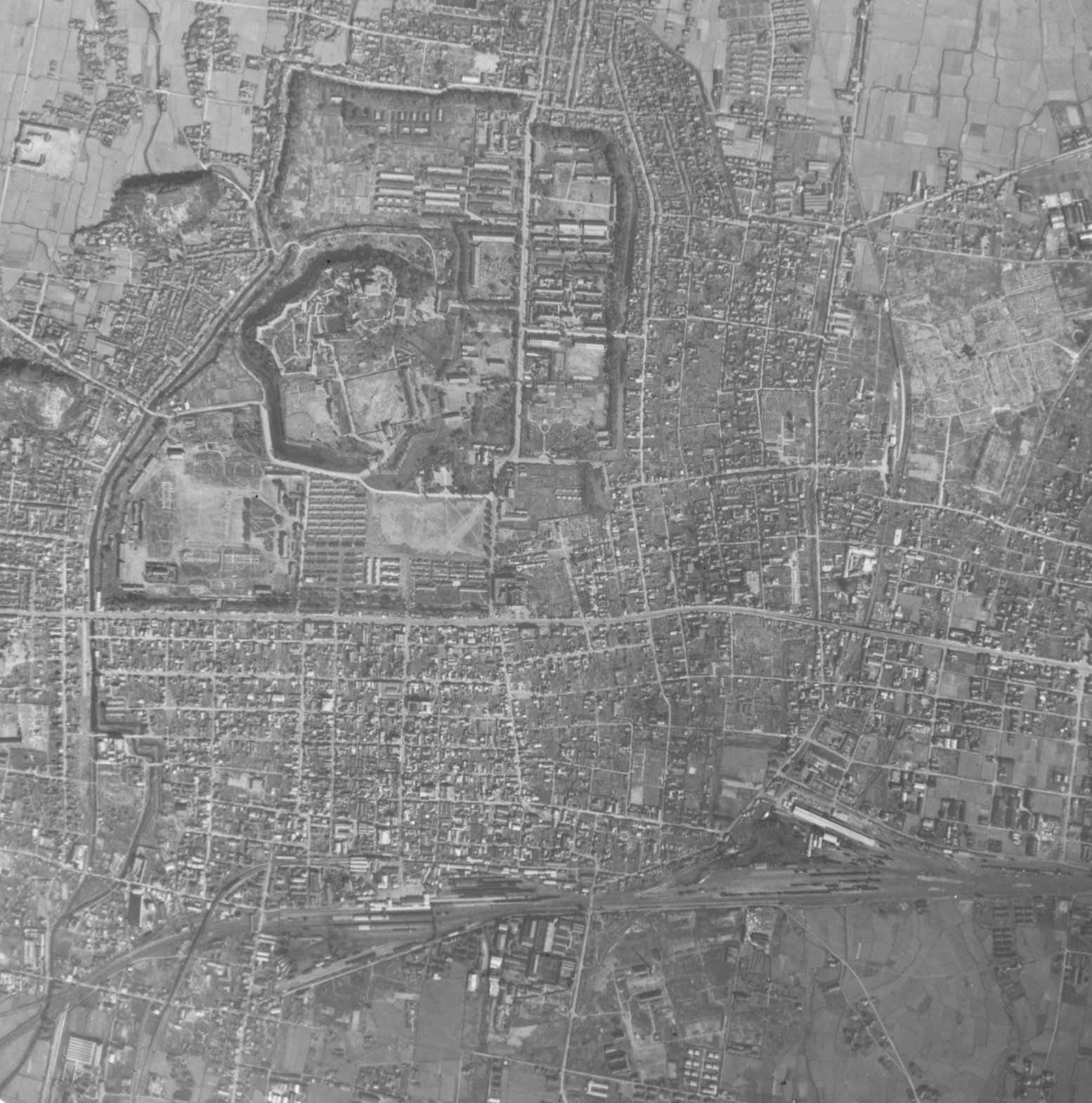
姫路空襲（1945年（昭和20年））から2年後、1947年（昭和22年）11月1日の兵庫県姫路市中心部。右側（東側）の空き地は1945年6月22日の爆撃で壊滅した川西航空機姫路工場跡地。姫路市街地は1945年7月3日の空襲からの復興途上。姫路城中曲輪内の旧城南練兵場には応急住宅が建設されており（後の白鷺町・本町商店街（大手前町））、その東には闇市の店舗を収用したお城マートが見える（後のお城本町を経てイーグレひめじ）。旧姫山練兵場内にも住宅建設が始まっている（後のシロトピア記念公園ほか）。画面中央右寄りに縦（南北方向）に空襲を免れた建物の屋根が濃く見える。

戦後は残存した軍施設を役所や学校の代替として用い、城南練兵場跡地に昭和20年10月から戦災者用応急商店舗100戸、厚生省の標準型組立式簡易住宅100余戸および住宅営団の応急住宅100戸が建設され、空襲被災者や引揚者を収容し、白鷺町のもととなる。また内町に南北に通るみゆき通りの延長上にも城南通という商店街が形成されて本町商店街（大手前町）の元となる。さらに市内各地に分散していた闇市を城南練兵場跡地に収容して「お城マート」と呼ばれ、仮設店舗のみで居住は認められていなかったが次第に定住するようになり「お城本町」と称されるようになる。一方で中曲輪南部の土塁周辺にも不法占拠により自然発生的に住宅や店舗が出現し「北本町」と称している。さらに城南小学校・白鷺中学校・姫路東高校（併せて定時制の姫路北高校）といった公立学校、淳心学院・賢明女子学院といった私立学校、市役所をはじめ裁判所・税務署・労働会館・商工会議所といった公的機関も設置される。姫路城北側の姫山練兵場跡地も昭和20年11月の「住宅緊急措置令」公布を期に、財務局より借入の形式で旧軍用建物を住宅に転用し、さらに県営・市営の木造平屋建住宅が同練兵場跡を埋め尽くすに至る。その後第39連隊跡に建設された県営本町住宅・県職員住宅は仮設ではなく4階建鉄筋コンクリート造りの恒久的な建築物に変わり、後日広島市の場合と同様姫路市の都市計画上に禍根を残すことになる。 
これらの状況を放置すれば都市形成上重大な影響が生じ、文化財保護の面からも問題があることから、特別史跡指定区域の管理団体である姫路市が中心となって文化庁・大蔵省（現財務省）・兵庫県の四者により1967年（昭和42年）12月に「特別史跡姫路城跡周辺地区整理促進連絡協議会」を設立し、1969年（昭和44年）6月に｢特別史跡姫路城跡整備管理方針｣（以下「四者協定」という）を策定する。この四者協定において、公園化区域（1969年当時の都市公園区域約65ha）は諸施設の移転を図りながら史跡公園化を目指すこととし、特別史跡指定区域を20の地域に区分してそれぞれの地域ごとに管理方針策定することとなる。
1970年（昭和45年）の姫山練兵場跡の住宅撤去開始に始まり、裁判所・税務署（それぞれ北条へ）・市役所（安田へ）などが移転。特に元陸軍被服倉庫の市役所は姫路市立美術館へと改装され1980年（昭和55年）開館し、その北側には兵庫県立歴史博物館が開館。2003年（平成15年）には市立美術館は国の登録有形文化財に登録される。1989年（平成元年）には姫路市制施行100周年を記念した「姫路百祭シロトピア」を姫山練兵場跡・姫山住宅跡にて開催、跡地をシロトピア記念公園として整備する。1990年（平成2年）には本町拘置所跡地に日本城郭研究センターと一体の姫路市立城内図書館（中央図書館に相当）を開設する。旧市之橋の営林署官舎・国鉄官舎を撤去した跡には西御屋敷跡の発掘調査で確認した屋敷割り及び街路等の遺構を生かし、1992年（平成4年）に「西御屋敷跡庭園好古園」を開園する。南部土塁の不法占拠物件は1992年（平成4年）までに撤去され、2006年（平成18年）には白鷺町北部（再開発に際してA地区と呼称）を撤去して「家老屋敷跡公園」および観光客向け便益施設を整備する。お城本町（D地区）の狭小な建物群についても2001年（平成13年）に再開発ビル「イーグレひめじ」が建設され、元の居住者たちはその住居棟に移るか、姫路駅南東に新たに作られた「北条北住宅」へ移転するなどとなっている。
一方、戦災復興都市計画による区画整理は30年以上の長期にわたったが、これにより1981年（昭和56年）に一部が総社本町・元塩町・坂田町・大黒壱丁町となり、同年に大黒町（現・大黒壱丁町）の一部を編入する。1984年（昭和59年）には一部が坂元町となり、同年に綿町・西二階町・竪町（現・立町）の一部を編入する。

## 世帯数と人口
2024年（令和6年）3月31日現在の世帯数と人口は以下の通りである。
| 町名     | 世帯数  | 人口  |
| -------- | ------- | ----- |
| 本町     | 281世帯 | 496人 |
| 総社本町 | 146世帯 | 263人 |
| 合計     | 427世帯 | 759人 |

それ以前の世帯数と人口は以下の通りである。
| 調査年             | 世帯数    | 人口    | 備考 | 出典   |
| ------------------ | --------- | ------- | --- | ------ |
| 1881年（明治14年） | 107世帯   | 413人   | | [ 67 ] |
| 1898年（明治31年） | 191世帯   | 644人   | | [ 69 ] |
| 1921年（大正10年） | 181世帯   | 699人   | | [ 70 ] |
| 1927年（昭和2年）  | 189世帯   | 686人   | | [ 67 ] |
| 1949年（昭和24年） | 1,045世帯 | 3,900人 | 本町東部73世帯・257人 本町西部61世帯・280人 白鷺町414世帯・1527人 総社本町260世帯・925人 姫山町237世帯・911人                                                                              | [ 71 ] |
| 1951年（昭和26年） | 1,582世帯 | 5,942人 | 本町東部77世帯・324人 本町西部157世帯・567人 白鷺町332世帯・1398人 総社本町269世帯・1029人 お城マート195世帯・613人 本町（野里）101世帯・317人 姫山町270世帯・953人 姫山西町181世帯・741人 | [ 72 ] |
| 1960年（昭和35年） | 1,032世帯 | 3,987人 | | [ 67 ] |
| 1978年（昭和53年） | 1,384世帯 | 3,839人 | 城南校区988世帯・2722人 城巽校区238世帯・638人 野里校区158世帯・479人 | [ 73 ] |
| 1981年（昭和56年） | 1,187世帯 | 3,264人 | 本町（城南）892世帯・2395人 本町（城巽）18世帯・32人 本町（野里）115世帯・389人 総社本町162世帯・448人 10月1日時点（2月に総社本町を分離、 城巽校区で町域変更あり）                         | [ 73 ] |
| 1984年（昭和59年） | 1,119世帯 | 2,953人 | 本町959世帯・2,508人 総社本町160世帯・445人 10月1日時点 （9月に本町含む城南校区で町域変更あり） このころまでに姫山住宅撤去                                                                 | [ 74 ] |
| 1990年（平成2年）  | 980世帯   | 2,323人 | 本町820世帯・1,911人 総社本町160世帯・412人 1992年までに南部土塁不法占拠撤去 | [ 75 ] |
| 1995年（平成7年）  | 820世帯   | 1,910人 | 本町662世帯・1,525人 総社本町158世帯・385人 | [ 76 ] |
| 2000年（平成12年） | 624世帯   | 1,356人 | 本町482世帯・1,010人 総社本町142世帯・346人 2001年にお城本町⇒イーグレひめじ竣工 | [ 77 ] |
| 2005年（平成17年） | 650世帯   | 1,238人 | 本町504世帯・899人 総社本町146世帯・339人 | [ 78 ] |
| 2010年（平成22年） | 431世帯   | 830人   | 本町286世帯・527人 総社本町145世帯・303人 2006年に白鷺町北部⇒家老屋敷跡公園 | [ 79 ] |
| 2015年（平成27年） | 434世帯   | 814人   | 本町274世帯・509人 総社本町160世帯・305人 | [ 80 ] |
| 2020年（令和2年）  | 443世帯   | 812人   | 本町279世帯・510人 総社本町164世帯・302人 | [ 81 ] |

## 小・中学校の学区
市立小・中学校に通う場合、学区は以下の通りとなる。
| 区域                                             | 小学校・中学校／義務教育学校 | 小学校・中学校／義務教育学校 | 備考         |
| ------------------------------------------------ | ---------------------------- | ---------------------------- | ------------ |
| 本町（以下を除く区域）                           | 姫路市立白鷺小中学校         | 姫路市立白鷺小中学校         | 旧城南小校区 |
| 総社本町（全域）                                 | 姫路市立白鷺小中学校         | 姫路市立白鷺小中学校         | 旧城巽小校区 |
| 本町（兵庫県道518号砥堀本町線以東、以下を除く）  | 姫路市立白鷺小中学校         | 姫路市立白鷺小中学校         | 旧城巽小校区 |
| 本町（姫路医療センター・シロトピア記念公園以北） | 姫路市立野里小学校           | 姫路市立城乾中学校           |              |

## 交通
- 神姫バス「姫路城大手門前」「姫路郵便局前」「姫山公園南」「姫山公園北」「野里門」「姫路城大手門・好古園前」「聴覚特別支援学校・文学館前」バス停（系統多数）、姫路城ループバス（本町のほぼ全域を周回）[83]
- JR姫路駅・山陽姫路駅まで姫路城大手門前より約900m

## 施設・旧跡

### 本町（国道2号以南）
- 札の辻（高札場）跡[23]
- 国府寺家本陣跡 - 表地口66m・裏行33mの広大な屋敷であった[23]。
- 伊勢屋創業地 - 跡地から「いせや」銘の皿が出土[23]。
- 三木美術館[84]
- 城南病院（旧城南多胡病院（本町内の別の箇所から藤森耳鼻咽喉科跡へ移転））[85]
- 但馬屋跡（お夏生家）[23][86]

### 本町68番地・総社本町
ここでは内曲輪・中曲輪の変遷を併せて示す。内曲輪には江戸時代には町名がなかった（城の区画で示す）。本町68番地に相当する中曲輪の旧町名について、現状の施設は主要なものの大まかな位置を示す。住所の地番は公式サイトなどで明言されている場合それを引用する。「白鷺町」「大手前町」「お城本町」「北本町」は正式な行政地名ではない通称のため括弧書きにしている。
参考文献の各地図、および橋本(1956)・稲見(1964)・『平凡社日本歴史地名大系』・『姫路市史14巻』・『ふるさと城南ものがたり』・衣畑(2005)・『新・姫路の町名』・『うちまちものがたり』・『姫路城跡基本整備計画』・中元(2023)を元にした。
| 町名（江戸末期）     | 町名（江戸末期）     | 明治～昭和戦前                  | 明治～昭和戦前                            | 1948年                            | 昭和30年代末                                             | 現状                                                                                 |
| -------------------- | -------------------- | ------------------------------- | ----------------------------------------- | --------------------------------- | -------------------------------------------------------- | ------------------------------------------------------------------------------------ |
| 内曲輪               | 天守・二の丸ほか     | 姫路城（本町68番地）            | 姫路城（本町68番地）                      | 姫路城（本町68番地）              | 姫路城（本町68番地）                                     | 姫路城（本町68番地）                                                                 |
| 内曲輪               | 西の丸               | 歩兵第10連隊                    | 連隊跡地                                  |                                   | 姫路城西の丸庭園                                         | 姫路城西の丸庭園                                                                     |
| 内曲輪               | 御作事所             | 歩兵第10連隊                    | 連隊跡地                                  | 東光中学校                        | 姫路市立動物園（本町68番地 姫路城東側）                  | 姫路市立動物園（本町68番地 姫路城東側）                                              |
| 内曲輪               | 向屋敷               | 歩兵第10連隊                    | 連隊跡地                                  | 野球場 図書館                     | 姫路城三の丸広場                                         | 姫路城三の丸広場                                                                     |
| 内曲輪               | 三の丸               | 歩兵第10連隊                    | 鷺城中学校                                | 姫路英語学校 相撲場               | 千姫ぼたん園                                             | 千姫ぼたん園                                                                         |
| 内曲輪               | 勢隠                 | 姫山公園                        | 姫山公園                                  | 姫山公園                          | 姫山公園                                                 | 姫山公園                                                                             |
| 内曲輪               | 勢隠                 | 姫山公園                        | 姫路神社（本町83番地)                     |                                   |                                                          |                                                                                      |
| 桜町                 | 桜町                 | 城南練兵場                      | 城南練兵場                                |                                   | 大手前公園                                               | 大手前公園                                                                           |
| 桜町                 | 桜町                 | 城南練兵場                      | 城南練兵場                                | 白鷺住宅                          | 「白鷺町」北部（A地区）                                  | 家老屋敷跡公園                                                                       |
| 桜町                 | 桜町                 | 歩兵第39連隊                    | 歩兵第39連隊                              | 城南小学校⇒白鷺小学校             | 城南小学校⇒白鷺小学校                                    | 白鷺小中学校（本町68番地52）                                                         |
| 桜町                 | 桜町                 | 歩兵第39連隊                    | 歩兵第39連隊                              | 白鷺中学校                        |                                                          | 白鷺小中学校（本町68番地52）                                                         |
| 桜町                 | 桜町                 | 歩兵第39連隊                    | 歩兵第39連隊                              | 船場小学校                        | 姫路聾学校                                               | 聴覚支援学校（本町68番地46）                                                         |
| 桜町                 | 桜町                 | 歩兵第39連隊                    | 歩兵第39連隊                              |                                   | 本町野球場                                               | 大手門駐車場（本町68番地）                                                           |
| 桜町                 | 桜町                 | 歩兵第39連隊                    | 歩兵第39連隊                              | 神姫バス姫路営業所                |                                                          |                                                                                      |
| 桜町                 | 桜町                 | 射楯兵主神社（総社本町190番地） |                                           |                                   |                                                          |                                                                                      |
| 桜町                 | 桜町                 | 連隊区司令部                    | 姫路商業会議所                            | 姫路税務署                        | 姫路郵便局（総社本町210番地）                            | 姫路郵便局（総社本町210番地）                                                        |
| 小桜町               | 小桜町               | 調馬場                          | 兵庫縣姫路護國神社                        | 白鷺宮                            | 兵庫縣姫路護國神社（本町118番地）                        | 兵庫縣姫路護國神社（本町118番地）                                                    |
| 小桜町               | 小桜町               | 将校集会所                      | 将校集会所                                | 食糧配給公団                      | 姫路商工会議所                                           | 城見台公園                                                                           |
| 小桜町               | 小桜町               | 被服倉庫                        | 被服倉庫                                  |                                   | 姫路警察署                                               | 城見台臨時駐車場（本町68番地100及び224）                                             |
| 小桜町               | 小桜町               | 被服倉庫                        | 被服倉庫                                  | 配電所                            | 関西電力総社変電所                                       | 関西電力総社変電所                                                                   |
| 小桜町               | 小桜町               | 第10師団司令部                  | 第10師団司令部                            |                                   | 賢明女子学院中・高校・短大                               | 賢明女子学院中・高校（本町68番地）                                                   |
| 大名町               | 大名町               | 歩兵第39連隊                    | 歩兵第39連隊                              | 城南小学校⇒白鷺小学校             | 城南小学校⇒白鷺小学校                                    | 白鷺小中学校                                                                         |
| 大名町               | 大名町               | 歩兵第39連隊                    | 歩兵第39連隊                              | 白鷺中学校                        |                                                          | 白鷺小中学校                                                                         |
| 大名町               | 大名町               | 歩兵第39連隊                    | 歩兵第39連隊                              |                                   | 県営本町住宅 県職員住宅                                  | 本町臨時駐車場（本町68番地53、55、63、64）                                           |
| 大名町               | 大名町               | 歩兵第39連隊                    | 歩兵第39連隊                              |                                   | 「北本町」                                               | 南部土塁（散策路・国道2号歩道）                                                      |
| 大名町               | 大名町               | 城南練兵場                      | 城南練兵場                                |                                   | 「白鷺町」南部（B地区）                                  | 「白鷺町」 国道2号改修記念碑                                                         |
| 大名町               | 大名町               | 城南練兵場                      | 城南練兵場                                | お城マート                        | 「お城本町」（D地区）                                    | イーグレひめじ（本町68番地290）                                                      |
| 大名町               | 大名町               | 城南練兵場                      | 城南練兵場                                | 城南街                            | 本町商店街（「大手前町」）                               | 本町商店街（「大手前町」）（C地区） 大手前第一ビル（本町68番地170） 姫路城総合管理室 |
| 大名町               | 大名町               | 城南練兵場                      | 城南練兵場                                |                                   | 電電公社                                                 | NTT西日本（本町68番71ほか）                                                          |
| 大名町               | 大名町               | 第8旅団司令部                   | 姫路公会堂                                | 姫路公会堂                        | 姫路市市民会館（総社本町112番地）                        | 姫路市市民会館（総社本町112番地）                                                    |
| 大名町               | 大名町               | 第8旅団司令部                   | 逓信省姫路電信局                          | 逓信省姫路電信局                  | 電電公社                                                 | 姫路モノリス（総社本町115番）                                                        |
| 大名町               | 大名町               | 第8旅団司令部                   | 逓信省姫路電信局                          | 逓信省姫路電信局                  | 電電公社                                                 | NTT西日本（総社本町110番ほか）                                                       |
| 大名町               | 大名町               | 偕行社                          |                                           |                                   | 電電公社                                                 |                                                                                      |
| 絵図裏               | 絵図裏               | 被服倉庫                        | 被服倉庫                                  | 姫路市役所                        | 姫路市役所                                               | 姫路市立美術館（本町68番地25）                                                       |
| 絵図裏               | 絵図裏               | 将校集会所 午砲台ほか           | 将校集会所 午砲台ほか                     | 野里小学校 城巽小学校             | 淳心会用地 法務合同庁舎                                  | 姫山駐車場（本町68番地56）                                                           |
| 絵図裏               | 絵図裏               | 将校集会所 午砲台ほか           | 将校集会所 午砲台ほか                     | 野里小学校 城巽小学校             | 裁判所 姫路労働会館                                      | 東御屋敷跡公園                                                                       |
| 案内社 岐阜町 桐馬場 | 案内社 岐阜町 桐馬場 | 兵器支廠                        | 兵器支廠                                  | 姫路消防署 測候所                 | 姫路消防署                                               | 姫路東消防署（本町68番地68） 姫路市役所中央支所（同上）                              |
| 案内社 岐阜町 桐馬場 | 案内社 岐阜町 桐馬場 | 兵器支廠                        | 兵器支廠                                  | 姫路東高校 附属中学校             | 姫路東高校（本町68番地70） 姫路北高校（同上）            | 姫路東高校（本町68番地70） 姫路北高校（同上）                                        |
| 案内社 岐阜町 桐馬場 | 案内社 岐阜町 桐馬場 | 衛戍病院                        | 陸軍病院                                  | 国立姫路病院                      | 国立姫路病院                                             | 姫路医療センター（本町68番地） 姫路医療センター附属看護学校（同上）                  |
| 案内社 岐阜町 桐馬場 | 案内社 岐阜町 桐馬場 | 兵器庫                          | 兵器庫                                    | 城東小学校 東小学校               | 淳心学院中・高校（本町68番地）                           | 淳心学院中・高校（本町68番地）                                                       |
| 案内社 岐阜町 桐馬場 | 案内社 岐阜町 桐馬場 | 第10師団司令部                  | 第10師団司令部 第8旅団司令部 連隊区司令部 | 社会保険出張所 酒類配給公団出張所 | 淳心学院中・高校（本町68番地）                           | 淳心学院中・高校（本町68番地）                                                       |
| 案内社 岐阜町 桐馬場 | 案内社 岐阜町 桐馬場 | 第10師団司令部                  | 第10師団司令部 第8旅団司令部 連隊区司令部 | 社会保険出張所 酒類配給公団出張所 | 賢明女子学院                                             |                                                                                      |
| 案内社 岐阜町 桐馬場 | 案内社 岐阜町 桐馬場 | 第十師団長官舎                  | 第十師団長官舎                            |                                   | 淳心会本部 カトリック姫路教会（本町68番地）              | 淳心会本部 カトリック姫路教会（本町68番地）                                          |
| 市之橋               | 市之橋               | 歩兵第39連隊                    | 歩兵第39連隊                              | 営林署                            | 営林署官舎 国鉄官舎 姫路税務署                           | 好古園                                                                               |
| 清水                 | 清水                 | 陸軍懲治隊                      | 陸軍教化隊                                | 本町刑務所                        | 本町拘置所                                               | 日本城郭研究センター（本町68番地258） 市立城内図書館（上記センター内）               |
| 清水                 | 清水                 | 火薬庫                          | 火薬庫                                    |                                   | 姫山北住宅 県警官舎                                      | 城の北駐車場（本町68番地269）                                                        |
| 清水                 | 清水                 | 火薬庫                          | 火薬庫                                    | （右記建設中）                    | 白鷺園（養護老人ホーム） 白鷺園保育所 姫路中央自動車学院 | 白鷺園保育所（本町121番地） 姫路中央自動車学院（同上）                               |
| 清水                 | 清水                 | 火薬庫                          | 火薬庫                                    |                                   | 国立病院官舎                                             | （空き地）                                                                           |
| 清水                 | 清水                 | 姫山練兵場                      | 姫山練兵場                                | 国立病院分院 看護婦養成所         | 姫路保健所                                               | 県立歴史博物館（本町68番地）                                                         |
| 清水                 | 清水                 | 姫山練兵場                      | 姫山練兵場                                | 姫山住宅                          | 市営姫山住宅 テニスコート                                | シロトピア記念公園                                                                   |

## ゆかりの人物
- お夏・清十郎 - お夏が生まれ、清十郎が手代を務めた但馬屋が本町にあった[86]。
- 藤森眞治 - 藤森病院院長。日本病院協会副会長、日本医療法人協会々長をつとめる[135]。
- 藤森春樹 - 藤森病院の後身・藤森耳鼻咽喉科院長。姫路市医師会会長、姫路市学校保健会会長。保健福祉向上への貢献に対し2019年（令和元年）姫路市篤行高士の称号授与[136][137]。
- 鄭義信 - 劇作家、脚本家、演出家。北本町出身[138]。

## テレビ番組
新日本紀行「戦後生まれの城下町ー姫路市本町68番地ー」(NHK)1981年（昭和56年）に当時のお城本町を中心に取り上げている。のちに2023年『よみがえる新日本紀行』においてもイーグレひめじとなった同地を訪れている。